# Sollacaro
Sollacaro é uma comuna francesa na região administrativa de Córsega, no departamento de Córsega do Sul. Estende-se por uma área de 23,89 km². 